# Valeriana pyramidalis
Valeriana pyramidalis är en kaprifolväxtart som beskrevs av Carl Sigismund Kunth. Valeriana pyramidalis ingår i släktet vänderötter, och familjen kaprifolväxter. Inga underarter finns listade i Catalogue of Life.